# Дежуэн, Франсуа Луи
Франсуа Луи Дежуэн (фр. François-Louis Dejuinne; 1786, Париж — 12 марта 1844, там же) — французский художник.

## Биография
Уроженец Парижа, Дежуэн обучался у живописца Жироде. Выполнил необычный по композиции портрет своего учителя: «Художник Жироде демонстрирует заказчику картину „Пигмалион и Галатея“». В 1808 году получил Римскую премию II класса за программу «Врач Эрасистрат обнаруживает причину болезни царевича Антиоха» (влюблённость царевича в его мачеху Стратонику).
Дежуэн работал сначала в стиле ампир, позже в вошедшем в моду стиле трубадур. В 1826 году создал портрет светской дамы мадам Рекамье в интерьерах средневекового аббатства, представляющий собой интересный синтез обоих стилей. Портрет был гравирован (и таким образом растиражирован) и приобрёл известность. Портрет со средневековым колоритом работы Дежуэна, на котором мадам Рекамье возлежит на кушетке, своеобразно перекликается с другим её портретом, выполненным Жаком Луи Давидом. Ныне оба портрета хранятся в коллекции Лувра.
Дежуэн имел учеников, среди которых выделялся Пьер-Жюль Жолливе.
Картины художника имеются в собраниях Лувра, Версаля, музея Жироде в Монтаржи, других провинциальных музеях и частных коллекциях.
В 2006 году в музее Жироде состоялась выставка «Жироде глазами Дежуэна», и по этому поводу был выпущен каталог.

## Галерея

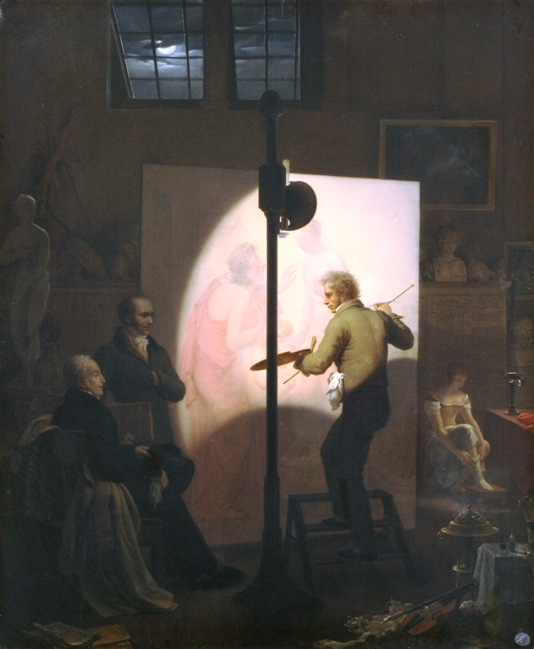
Художник Жироде демонстрирует заказчику картину «Пигмалион и Галатея». 1821, Музей Жироде, Монтаржи
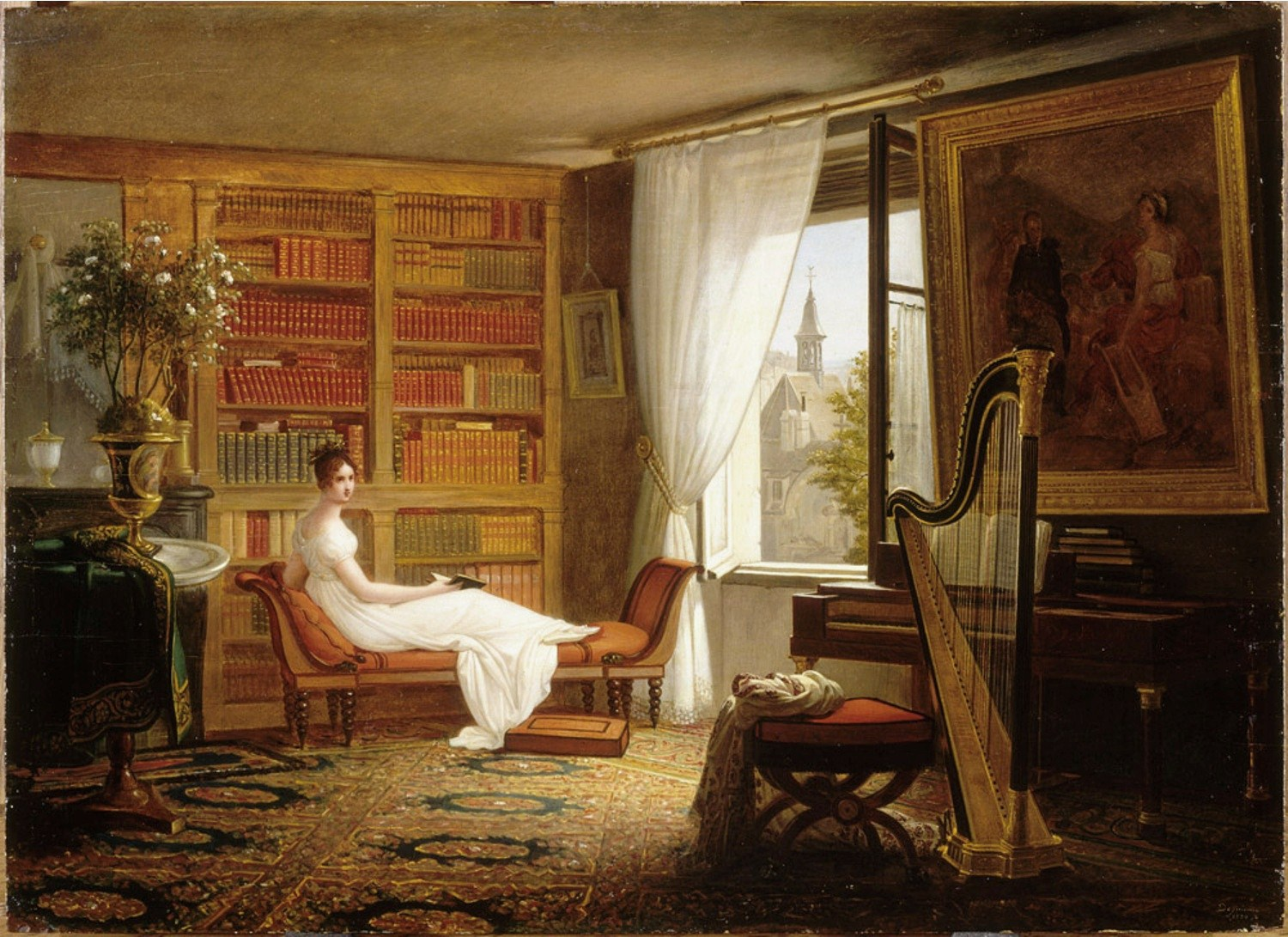
Салон мадам Рекамье в Аббе-о-Буа. 1826. Лувр
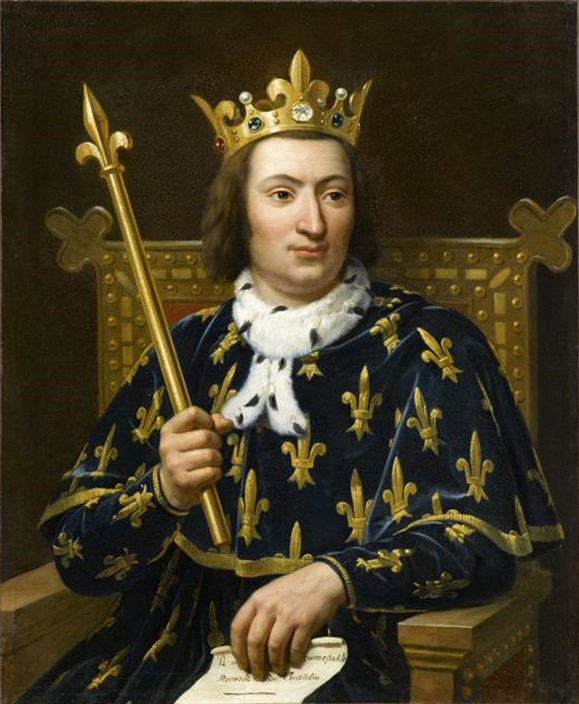
Король Франции Карл V (правил в 1364—1380). Около 1836, Версаль
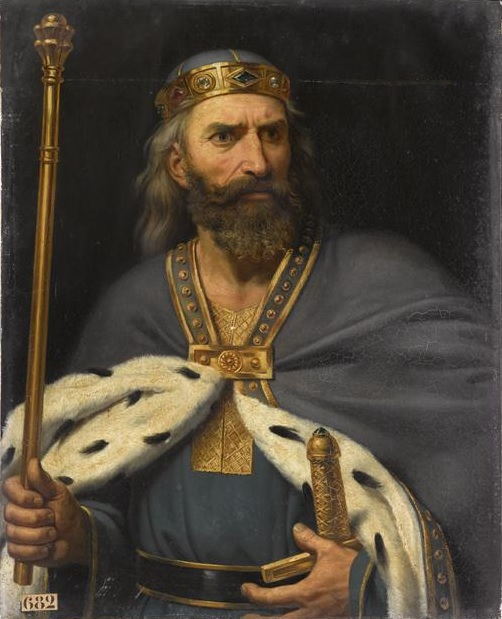
Король Франции Рауль I (правил в 923—936). 1838, Версаль
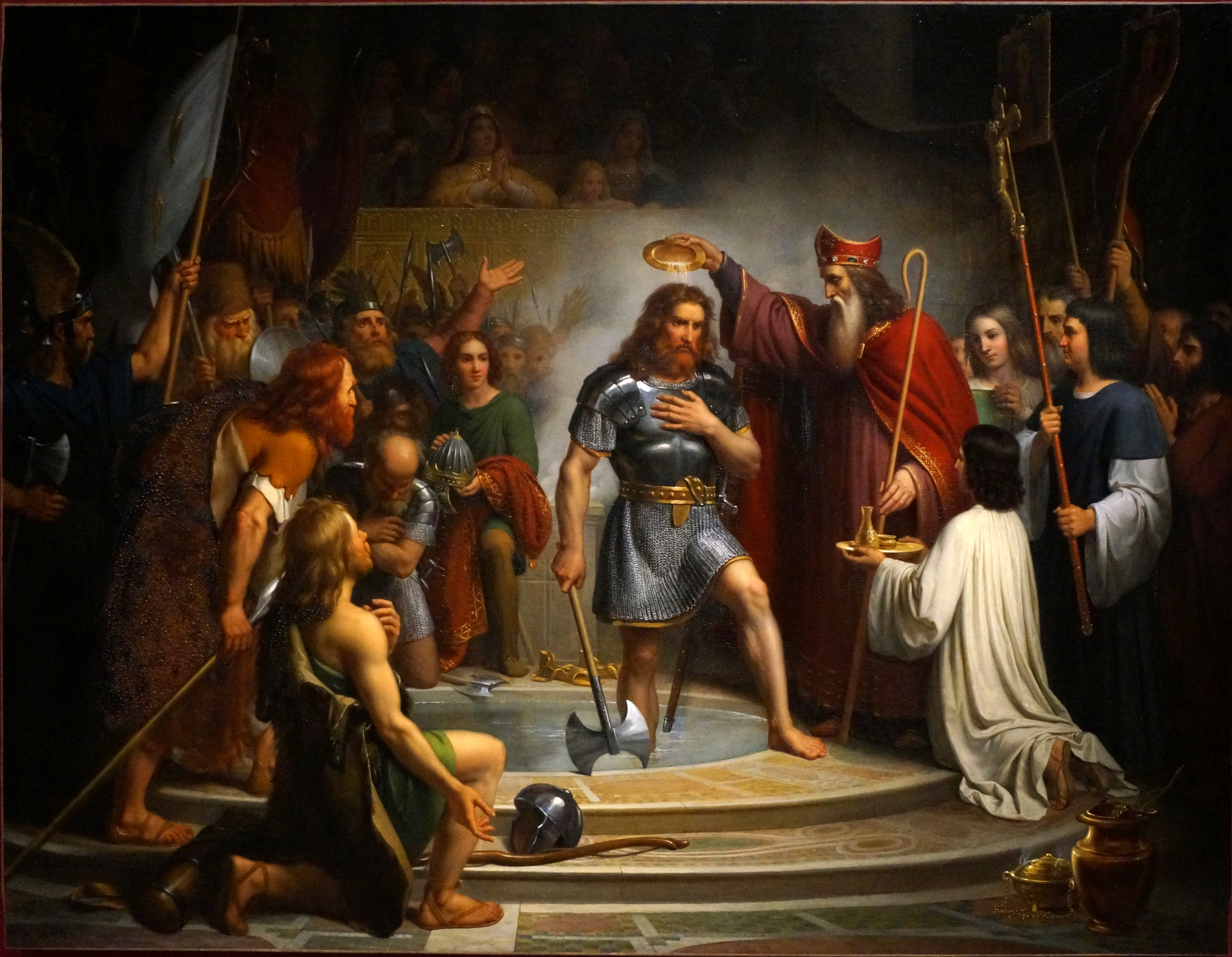
Крещение короля франков Хлодвига I. Версаль